# Nuno Matos Valente
Nuno Marques do Rêgo de Matos Valente (Lisboa, 5 de setembro de 1977) é um escritor e editor português dedicado a literatura infantojuvenil.

## Biografia
Nuno Matos Valente é natural de Lisboa. Cresceu na cidade de Castelo Branco, onde viveu a partir de 1980. Reside em Alcobaça desde 2007. 
É professor de Educação Visual desde 2002 e editor nas Edições Escafandro, de que foi cofundador em 2012.
É coautor da coleção "Segredos" de manuais escolares para o primeiro ciclo do ensino básico, publicado pela Lisboa Editora/Raiz Editora.
É autor da Coleção de Ficção Juvenil "A Ordem do Poço do Inferno".
Foi pioneiro no estudo e compilação das criaturas tradicionais do imaginário popular português, de onde resultou a publicação do primeiro Bestiário Tradicional Português, editado pelas Edições Escafandro em 2016.
Em 2019, ganhou uma bolsa de criação literária pela Direção-Geral do Livro, dos Arquivos e das Bibliotecas (DGLAB) da qual resultou o livro "O Segredo da Lagoa Escura", editado pela Bertrand Editora em maio de 2022.
Venceu o Prémio Nacional Literário João de Deus 2023 com o livro "O Segredo da Lagoa Escura".

## Obras publicadas

### Ficção Juvenil
- O Segredo da Lagoa Escura (Lisboa; Bertrand Editora, 2022)
- Coleção "A Ordem do Poço do Inferno", recomendada pelo Plano Nacional de Leitura para o 6º ano.[6]
  - A Ordem do Poço do Inferno (com Ilustrações de Joana Raimundo; Alcobaça: Edições Escafandro, 2012)
  - O Tesouro do Califa (com Ilustrações de Joana Raimundo; Alcobaça: Edições Escafandro, 2014)[7]
  - A Floresta de Metal (com Ilustrações de Joana Raimundo; Alcobaça: Edições Escafandro, 2016)

### Literatura Infantil
- Os Guardiões do Planeta (com ilustrações de Silvia Belli; Lisboa: Edições Escafandro, 2020), recomendado pelo Plano Nacional de Leitura 2027[8], para 6-11 anos. O livro integra a lista de "Livros para pensar o planeta" do PNL e a lista de "Livros PNL para trabalhar os objetivos do desenvolvimento sustentável" (Ação Climática).[9]
- Os Guardiões do Planeta Protegem os Oceanos (com ilustrações de Silvia Belli; Lisboa: Edições Escafandro, 2022)

### Outros géneros
- Bestiário Tradicional Português (com ilustrações de Natacha Costa Pereira; Alcobaça: Edições Escafandro, 2016)
- BONS SONS X10 (com Rita Nabais e João Neves, ilustrações de Ângela Vieira, Joana Raimundo, Nuno Saraiva, Pedro Brito e  Silvia Belli; Cem Soldos: Edições Escafandro, SCOCS, 2019)

### Obras Didáticas
- Recursos para aulas de substituição (com Paulo Pereira; Lisboa: Texto Editora, 2007)
- Coleção Segredos - Manuais Escolares para o 1.º ciclo - Certificados pelo Ministério da Educação e Ciência [10] [11] [12] [13]
  - Segredos dos Números 1 (com Marisa Gregório, Rita Madeira; Lisboa: Lisboa Editora, 2010; 2ª ed., 2013)
  - Segredos das Letras 1 (com Marisa Gregório, Rita Madeira; Lisboa: Lisboa Editora, 2010; 2ª ed., 2013)
  - Segredos da Vida 1 (com Marisa Gregório, Rita Madeira; Lisboa: Lisboa Editora, 2010; 2ª ed., 2013)
  - Segredos dos Números 3 (com Marisa Gregório, Rita Madeira; Lisboa: Raiz Editora, 2010; 2ª ed., 2013
  - Segredos das Letras 2 (com Marisa Gregório, Rita Chorão, Rute Perdigão; Lisboa: Raiz Editora, 2011; 2ª ed., 2014)
  - Segredos da Vida 2 (com Marisa Gregório, Rita Chorão, Rute Perdigão; Lisboa: Raiz Editora, 2011; 2ª ed., 2013)
  - Segredos dos Números 2 (com Marisa Gregório, Rita Chorão, Rute Perdigão; Lisboa: Raiz Editora, 2011; 2ª ed., 2014)
  - Segredos dos Números 4 (com Marisa Gregório, Rita Chorão, Rute Perdigão; Lisboa: Raiz Editora, 2011; 2ª ed., 2014)
- Preparar a Prova Final 2013 – 4º Ano – Matemática  (com Marisa Gregório; Lisboa: Raiz Editora, 2012)
- Preparar a Prova Final 2014 – 4º Ano – Matemática  (com Marisa Gregório; Lisboa: Raiz Editora, 2013)
- Preparar a Prova Final 2015 – 4º Ano – Matemática  (com Marisa Gregório; Lisboa: Raiz Editora, 2014)
- Preparar a Prova Final 2016 – 4º Ano – Matemática  (com Marisa Gregório; Lisboa: Raiz Editora, 2015)
- Vamos de Férias! - do 1º para o 2º ano - Matemática (com Marisa Gregório; Lisboa: Raiz Editora, 2015)
- Vamos de Férias! - do 2º para o 3º ano - Matemática (com Marisa Gregório; Lisboa: Raiz Editora, 2015)[7]

## Prémios e apoios
- Venceu o Prémio Nacional Literário João de Deus 2023[14] com o livro "O Segredo da Lagoa Escura".
- Troféu “Imprensa Sem Fronteiras – categoria Literatura”[15], atribuído pelo Jornal Sem Fronteiras
- Bolsa de Criação Literária atribuída pela Direção Geral do Livro, dos Arquivos e das Bibliotecas [16] (DGLAB), Ministério da Cultura, em 2019